# Lednice

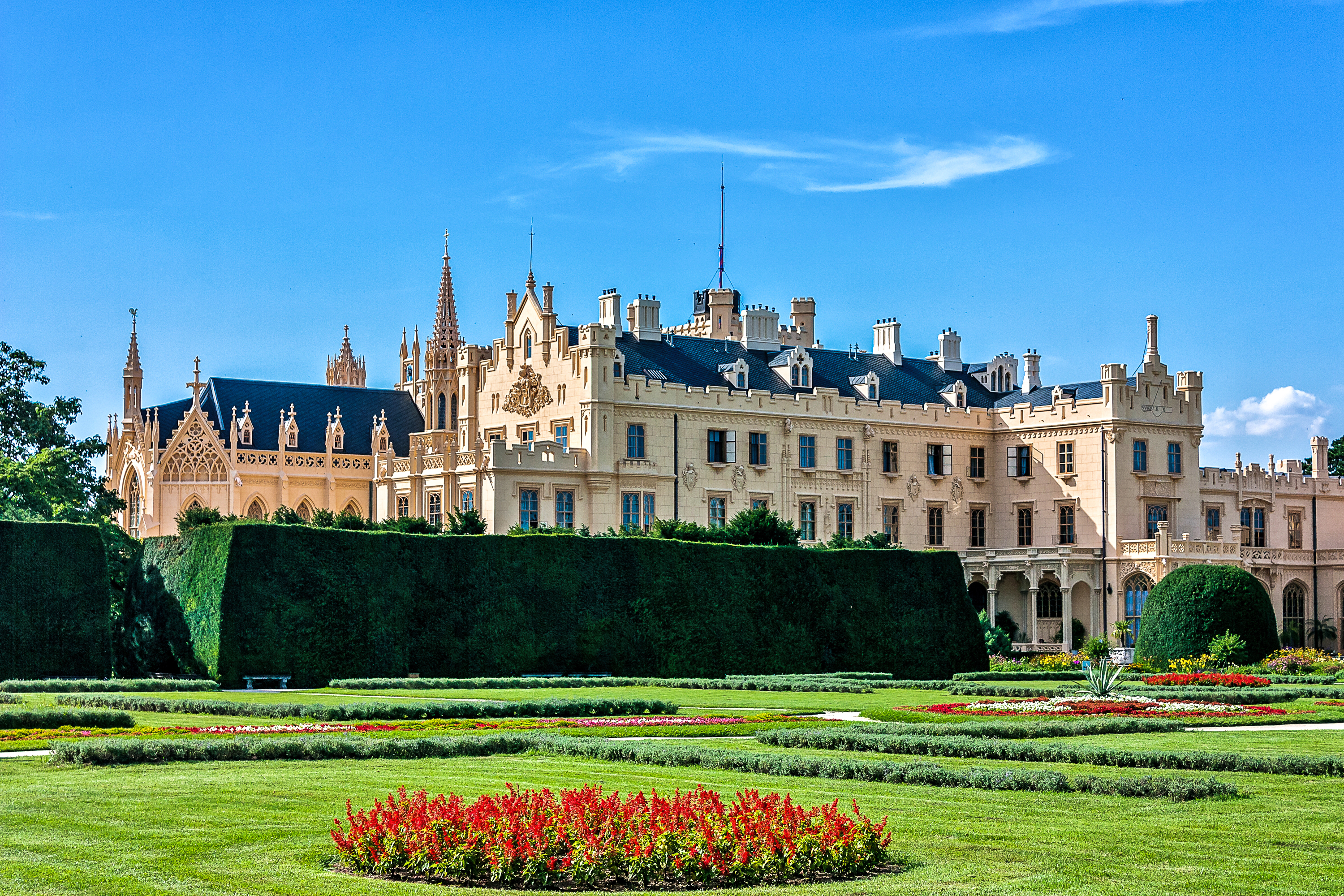
Castelo

Lednice (nome alemão: Eisgrub) é um cidade localizada na região da Morávia do Sul, República Tcheca. Em 1996, a área Lednice-Valtice foi inscrita na lista do Patrimônio Mundial da UNESCO. Contém um castelo e o maior parque do país, que abrange 200 km².